# Eryngium siculum
Eryngium siculum là một loài thực vật có hoa trong họ Hoa tán. Loài này được Lojac. mô tả khoa học đầu tiên năm 1906.